# Белопёрая собачья акула
Белопёрая собачья акула (лат. Centroscyllium ritteri) — вид акул рода чёрных собачьих акул семейства Etmopteridae отряда  катранообразных. Они обитают в Тихом океане на глубине от 320 до 1100 м. Максимальный зарегистрированный размер 43 см. У них плотное тело серо-коричневого цвета, нижняя часть головы и брюхо окрашены в чёрный цвет с резкой границей. Эти части тела покрыты фотофорами, края плавников имеют белую окантовку.  У основания обоих спинных плавников имеются шипы. Анальный плавник отсутствует. Коммерческой ценности не имеют. 

## Таксономия
Впервые вид научно описали в 1903 году американские зоологи Дэвид Старр Джордан и Генри Уид Фаулер. Голотип представляет собой самку длиной 43 см, паратип — самец длиной 33,2 см, пойманные у берегов Японии. Новый вид был назван в честь зоолога Калифорнийского университета Уильяма Эммерсона Риттера. 

## Ареал
Белопёрые собачьи акулы обитают в западной части Тихого океана у побережья Японии, между 35° с.ш. и 32° с.ш. Они встречаются на материковом склоне на глубине от 320 до 1100 м. 

## Описание
Максимальный зарегистрированный размер составляет 43 см. У этих акул плотное, сдавленное с боков тело с довольно длинной головой. Рыло в виде широкой арки. Расстояние от кончика рыла до рта равно 2/3 расстояния от рта до основания грудных плавников. Крупные овальные глаза вытянуты по горизонтали. Позади глаз имеются крошечные брызгальца. У основания обоих спинных плавников расположены рифлёные шипы. Спинные плавники приблизительно одинакового размера. Грудные плавники маленькие и закруглённые. Хвостовой стебель довольно длинный, верхняя лопасть удлинена, нижняя неразвита. По бокам кожа плотно покрыта плакоидными чешуйками конической формы с крючком на конце. Окрас серо-коричневого цвета, нижняя часть головы и брюхо окрашены в чёрный цвет с резкой границей. Эти части тела покрыты фотофорами, края плавников имеют белую окантовку.. 

## Биология
Белопёрые собачьи акулы встречаются крайне редко и об их биологии почти ничего неизвестно. Вероятно, размножаются яйцеживорождением. 

## Взаимодействие с человеком
Вид не представляет опасности для человека, не имеет коммерческой ценности. Вероятно, в качестве прилова попадает в коммерческие глубоководные сети. Данных для оценки Международным союзом охраны природы статуса сохранности вида недостаточно.